# Нчеленге
Нчеленге (енгл. Nchelenge) је град у северној Замбији. Смештен је у провинцији Луалулае на југоисточној обали језера Мверу на граници са Демократском Републиком Конго. Близу је граду Касикиси, па га зову и Нчеленге-Касикиси. Нчеленге према процени 2006. има 24.300 становника.
Трајекти плове из Нчеленге до језерских острва Килве и Исокве. Од 2001. године велике моторизоване барже преносе камионе натоварене рудом бакра из рудника Дикулучи у Демократској Републици Конго преко језера Мверу до Нчеленгеа, одакле путују у Намибију.
Главни ауто-пут провинције Луапула завршава трасу код Нчеленге-Касикисија, тако да су добро саобраћајно повезани са југом земље, а на север до границе са ДР Конгом води земљани пут.
Главни проблеми града су недостатак пијаће воде и струје, лоше стање у школама и болницана, повећање броја случајева колере, а до 25% људи је заражено сидом.